# The Betrayed
The Betrayed è un album del gruppo musicale britannico Lostprophets, pubblicato il 14 marzo 2010 dall'etichetta discografica Visible Noise.

## Tracce
Testi di Ian Watkins.
1. If It Wasn't for Hate, We'd Be Dead by Now – 2:18
2. Dstryr / Dstryr – 4:28
3. It's Not the End of the World, But I Can See It from Here – 4:19
4. Where We Belong – 4:37
5. Next Stop Atro City – 3:02
6. For He's a Jolly Good Felon – 4:41
7. A Better Nothing – 4:46
8. Streets of Nowhere – 3:26
9. Dirty Little Heart – 5:42
10. Darkest Blue – 3:50
11. The Light That Shines Twice as Bright... – 5:52

## Formazione
- Ian Watkins – voce
- Lee Gaze – chitarra
- Mike Lewis – chitarra
- Stuart Richardson – basso
- Jamie Oliver – tastiere, sintetizzatore, disc jockey
- Ilan Rubin – batteria